# Stefan Sumara
Stefan Tadeusz Sumara (ur. 13 grudnia 1914 w Łopatynie, zm. 28 sierpnia 1951) – polski piłkarz, napastnik.
Był ligowym piłkarzem Pogoni Lwów. W reprezentacji Polski wystąpił tylko raz, w rozegranym 25 września 1938 spotkaniu z Łotwą, które Polska przegrała 1:2.